# Krupny-Klasse
Projekt 57b oder Projekt 57bis, von der NATO als Krupny-Klasse bezeichnet, war eine Zerstörerklasse der sowjetischen Marine. Nach der Entfernung von zwei großen Startrohren für veraltete Marschflugkörper änderte die Marine die Bezeichnung auf Projekt 57A und die NATO, die ihrerseits die Entfernung der Seezielflugkörper registrierte, änderte die Bezeichnung auf Kanin-Klasse.

## Geschichte
Die Schiffe der Klasse waren die ersten Lenkwaffenzerstörer der sowjetischen Marine. Es wurden acht Einheiten gebaut, eine weitere aber auf der Helling abgebrochen.
Drei Schiffe der Klasse dienten in der Pazifikflotte, vier in der Nordflotte und eins in der Baltischen Flotte.
Von 1966 bis 1978 wurden acht Schiffe zur U-Jagd umgebaut und modernisiert. Sie erhielten unter anderem neue Waffensystem und Elektronik, diese Schiffe wurden von der NATO als Kanin-Klasse bezeichnet, in der UdSSR erhielten sie die Kennung Projekt 57b.
Noch vor dem Ende der Sowjetunion wurden die Schiffe alle in Reserve gestellt oder direkt verschrottet. 1992 befand sich keines mehr in Dienst.

## Einheiten
| Einheit                                                      | Bauwerft                               | Kiellegung        | Stapellauf        | Indienststellung                                       | Außerdienststellung                                    | Bemerkung |
| ------------------------------------------------------------ | -------------------------------------- | ----------------- | ----------------- | ------------------------------------------------------ | ------------------------------------------------------ | --- |
| Gnewny (Гневный, Gnevnyy, Zornig)                            | Schiffbauwerft 61 Kommunara, Nikolajew | 16. November 1957 | 30. November 1958 | 10, Januar 1960                                        | 8. August 1988                                         | 1972–73 modernisiert zu Projekt 57A 1988 verschrottet                                                                   |
| Gremjaschtschi (ru: Гремящий, en: Gremyashchiy, ü: Donnernd) | Severnaya Verf, Leningrad              | 25. Februar 1958  | 30. April 1959    | 30. Juni 1960                                          | 2. Oktober 1991                                        | 1966–68 modernisiert zu Projekt 57A 17. Juli 1987 als Testfahrzeug; 1994 nach Indien zur Verschrottung                  |
| Uporny (Упорный, Upornyy, Hartnäckig)                        | Schiffbauwerft 61 Kommunara, Nikolajew | 9. April 1958     | 14. Oktober 1959  | 3. Dezember 1960                                       | 29. Juni 1993                                          | 1977–78 modernisiert zu Projekt 57A 24. Juni 1991 als schwimmende Baracke; 1993 verschrottet                            |
| Schgutschi (Жгучий, Zhguchiy, Heftig)                        | Severnaya Verf, Leningrad              | 23. Juni 1958     | 14. Oktober 1959  | 23. Dezember 1960                                      | 30. Juli 1987                                          | 1966–68 modernisiert zu Projekt 57A nach Spanien zu Verschrottung                                                       |
| Boiki (Бойкий, Boykiy, Flink)                                | Schiffbauwerft 61 Kommunara, Nikolajew | 2. April 1959     | 15. Dezember 1959 | 26. Juni 1961                                          | 2. Februar 1988                                        | 1970–73 modernisiert zu Projekt 57A nach Spanien zur Verschrottung; bei Überführung im Januar 1989 Havarie vor Norwegen |
| Sorki (Зоркий, Zorkiy, Scharfsichtig)                        | Severnaya Verf, Leningrad              | 17. April 1959    | 30. April 1960    | 30. September 1961                                     | 30. Juni 1993                                          | 1969–71 modernisiert zu Projekt 57A verschrottet                                                                        |
| Gordy (Гордый, Gordyy, Stolz)                                | Werft SY 199, Komsomolsk am Amur       | Mai 1959          | 24. Mai 1960      | 6. Februar 1961                                        | 30. Juli 1987                                          | 1973–77 modernisiert zu Projekt 57A als Raketenziel am 9. August 1987 versenkt                                          |
| Derski (Дерзкий, Derzkiy, Frech)                             | Severnaya Verf, Leningrad              | 10. Oktober 1959  | 4. Februar 1960   | 30. Dezember 1961                                      | 19. April 1990                                         | 1967–72 modernisiert zu Projekt 57A 7. August 1977 in Reserve                                                           |
| Chrabry (Храбрый, Khrabryy, Tapfer)                          | Werft SY 199, Komsomolsk am Amur       | 1959              | 1961              | Bestellung gestrichen und Bau am 1. Juli 1963 gestoppt | Bestellung gestrichen und Bau am 1. Juli 1963 gestoppt | Bestellung gestrichen und Bau am 1. Juli 1963 gestoppt                                                                  |

## Technik
Die Schiffe der Klasse entstanden als eine verbesserte Version der Kotlin-Klasse, mit der sie die Maschinenanlage gemeinsam hatten. Im Vergleich dazu verfügten die Schiffe der Krupny-Klasse über die ersten Raketensysteme an Bord sowjetischer Zerstörer.
Dazu wurden auch Feuerleitanlagen sowie Radarsysteme verbaut, die bisher nicht verwendet worden waren. Nachdem ihre Hauptbewaffnung SS-N-1 Scrubber bereits 1965 als zu schwach angesehen worden war, wurden die Schiffe nach und nach zur U-Boot-Jagd umgebaut. Sie erhielten stärkere Wasserbombensystem vom Typ RBU-6000 und die dazu passenden SONAR-Systeme.